# Дванаест апостола Ирске
Дванаест апостола Ирске (ир. Dhá Aspal Déag na hÉireann, енгл. Twelve Apostles of Ireland) били су рани ирски монашки свеци из 6. вијека које је подучавао Свети Финијан у својој чувеној опатији Клонард, данас Клонард у округу Мид.

## Историја
Опатија Клонард, смјештена поред ријеке Бојн у данашњем округу Мид била је једно од најзначајнији монашких школа у средњовјековној хришћанској Ирској. Током 6. вијека, нека од најзначајнијих имена у историји ирског хришћанства образовала су се у опатији Клонард. Сматра се да је просјечан број ученика који се школова у Клонарду био око 3.000. Дванаест ученика које је подучавао Свети Финијан постала су позната као „Дванаест апостола Ирске”.
Ова традиција је забиљежена у 17. вијеку, а вјероватно је заснована на старијим изворима. Дванаест светаца је заједно груписано у тексту „Дванест апостола Ирске” (ир. Dá apstol décc na hÉrenn, савремени ирски Dhá Aspal Déag na hÉireann). Текст је сачуван у рукопису који припадао Мајклу Клерију (Брисел, Краљевска библиотека MS 2324–2340), а датира из 1629. године.
Према приповјеци, када је дванаест апостола Ирске било окупљено на гозби у кући Светог Финијана, у њиховој близини се појавио магични цвијет. Одлучено је да један од њих крене на путовање ка земљи одакле цвијет потиче, а путник је изабран бацањем коцкице. Када је коцкица пала на старог Брендана Биршког, његов млађи имањак Брендан Клонфетски добровољно се јавио да иде умјесто њега. Брендан је са сапутницима прошао кроз многе авантеруке, које су забиљежене у Брендановом „Животу”.

## Дванаест апостола
- Свети Киран Сајгирски. У Егнусовом пасионалу Киран Клонмакноашки није увршћен међу дванаест апостола, њего је на њогеговом мјесту Финијан Клонардски;[4]

1. Свети Киран Клонмакноашки;
2. Свети Брендан Биршки
3. Свети Брендан Клонфетски (данас Морепловац)
4. Свети Колумба Териглашки;
5. Свети Колумба Јонски;
6. Свети Моби Гласнивајнски;
7. Свети Рудан Лорски;
8. Свети Сенан Клинишки;
9. Свети Нинид Инизмаксентски;
10. Свети Молез Девенишки;
11. Свети Кајнех Ахабски.